# Irish Professional Championship 1985
Die Strongbow Irish Professional Championship 1985 war ein professionelles Snookerturnier ohne Einfluss auf die Weltrangliste zur Ermittlung des irischen bzw. nordirischen Profimeisters. Das Turnier wurde im Rahmen der Saison 1984/85 vom 8. bis zum 11. April 1985 in der Ulster Hall im nordirischen Dublin ausgetragen, wohin es nach zwei Austragungen in Coleraine zurückkehrte. Sieger wurde Dennis Taylor, der mit einem 10:5-Sieg über Titelverteidiger Alex Higgins seinen vierten Sieg bei diesem Turnier holte. Higgins spielte im Gegenzug mit einem 136er-Break das höchste Break des Turnieres.
Nachdem es im Jahr zuvor durch den Wegfall des Sponsors keine Austragung gegeben hatte, gab es mit Strongbow Cider wieder einen Sponsor und damit eine erneute Austragung.

## Preisgeld
Im Vergleich zur letzten Austragung 1983 erhöhte sich das Preisgeld um etwa ein Drittel des damaligen Preisgeldes auf 19.600 Pfund Sterling, wovon etwa ein Drittel auf den Sieger entfiel.
|                 | Preisgeld |
| --------------- | --------- |
| Sieger          | 7.500 £   |
| Finalist        | 4.500 £   |
| Halbfinalist    | 2.000 £   |
| Viertelfinalist | 750 £     |
| Zweite Runde    | 150 £     |
| Insgesamt       | 19.600 £  |

## Turnierverlauf
Nachdem es 1983 ein aus acht Spielern bestehendes Teilnehmerfeld gegeben hatte, nahmen diesmal 13 irische und nordirische Spieler am Turnier teil. Zwei davon traten in der ersten Runde gegeneinander an, wobei dem Nordiren Jack McLaughlin ein 6:3-Sieg über Dessie Sheehan gelang. McLaughlin trat zusammen mit sieben weiteren Spielern in der zweiten Runde an, diese vier Sieger trafen wiederum im Viertelfinale auf das restliche Teilnehmerfeld. Mit Ausnahme des Endspiels, welches im Modus Best of 19 Frames ausgetragen wurde, wurden alle Spiele im Modus Best of 11 Frames gespielt.
|  | Erste Runde Best of 11 Frames | Erste Runde Best of 11 Frames |               |   | Zweite Runde Best of 11 Frames | Zweite Runde Best of 11 Frames |              |   | Viertelfinale Best of 11 Frames | Viertelfinale Best of 11 Frames |               |   | Halbfinale Best of 11 Frames | Halbfinale Best of 11 Frames |  |  | Finale Best of 19 Frames | Finale Best of 19 Frames |
|  |                               |                               |               |   |                                |                                |              |   |                                 |                                 |               |   |                              |                              |  |  |                          |                          |
|  | Jack McLaughlin               | 6                             |               |   | Jackie Rea                     | 6                              |              |   | Dennis Taylor                   | 6                               |               |   |                              |                              |  |  |                          |                          |
|  | Dessie Sheehan                | 3                             |               |   | Jack McLaughlin                | 5                              |              |   | Jackie Rea                      | 0                               |               |   |                              |                              |  |  |                          |                          |
|  | Dessie Sheehan                | 3                             | Dennis Taylor | 6 | Jack McLaughlin                | 5                              |              |   |                                 |                                 |               |   |                              |                              |  |  |                          |                          |
|  |                               |                               |               |   |                                |                                |              |   |                                 |                                 |               |   |                              |                              |  |  |                          |                          |
|  | Eugene Hughes                 | 5                             |               |   |                                |                                |              |   |                                 |                                 |               |   |                              |                              |  |  |                          |                          |
|  | Eugene Hughes                 | 5                             |               |   |                                |                                | Billy Kelly  | 6 |                                 |                                 | Eugene Hughes | 6 |                              |                              |  |  |                          |                          |
|  |                               |                               |               |   |                                |                                | Billy Kelly  | 6 |                                 |                                 | Eugene Hughes | 6 |                              |                              |  |  |                          |                          |
|  |                               |                               |               |   | Paul Watchorn                  | 2                              |              |   | Billy Kelly                     | 2                               |               |   |                              |                              |  |  |                          |                          |
|  | Dennis Taylor                 | 10                            |               |   | Paul Watchorn                  | 2                              |              |   | Billy Kelly                     | 2                               |               |   |                              |                              |  |  |                          |                          |
|  |                               |                               |               |   |                                |                                |              |   |                                 |                                 |               |   |                              |                              |  |  |                          |                          |
|  | Alex Higgins                  | 5                             |               |   |                                |                                |              |   |                                 |                                 |               |   |                              |                              |  |  |                          |                          |
|  | Alex Higgins                  | 5                             |               |   |                                |                                | Pascal Burke | 6 |                                 |                                 | Alex Higgins  | 6 |                              |                              |  |  |                          |                          |
|  |                               |                               |               |   |                                |                                | Pascal Burke | 6 |                                 |                                 | Alex Higgins  | 6 |                              |                              |  |  |                          |                          |
|  |                               |                               |               |   | Tony Kearney                   | 4                              |              |   | Pascal Burke                    | 0                               |               |   |                              |                              |  |  |                          |                          |
|  | Alex Higgins                  | 6                             |               |   | Tony Kearney                   | 4                              |              |   | Pascal Burke                    | 0                               |               |   |                              |                              |  |  |                          |                          |
|  |                               |                               |               |   |                                |                                |              |   |                                 |                                 |               |   |                              |                              |  |  |                          |                          |
|  | Patsy Fagan                   | 3                             |               |   |                                |                                |              |   |                                 |                                 |               |   |                              |                              |  |  |                          |                          |
|  | Patsy Fagan                   | 3                             |               |   |                                |                                | Tommy Murphy | 6 |                                 |                                 | Patsy Fagan   | 6 |                              |                              |  |  |                          |                          |
|  |                               |                               |               |   |                                |                                | Tommy Murphy | 6 |                                 |                                 | Patsy Fagan   | 6 |                              |                              |  |  |                          |                          |
|  |                               |                               |               |   | Paddy Browne                   | 3                              |              |   | Tommy Murphy                    | 2                               |               |   |                              |                              |  |  |                          |                          |

### Finale
Bereits 1982 und 1983 sowie in weiter zurückliegenden Ausgaben hatte es diese Finalpaarung gegeben, 1982 hatte Taylor seinen dritten Titel in Folge gewonnen, 1983 hatte Higgins seinen insgesamt fünften Turniersieg eingefahren. Beide Spieler hatten das Viertelfinale durch Whitewashs überstanden, doch im Halbfinale hatte Taylor den Sieg über Eugene Hughes erst im Decider errungen, während Higgins Patsy Fagan mit 6:3 besiegt hatte.
Zu Matchbeginn ging Taylor mit 2:0 und durch ein 106er-Break mit 4:1 in Führung, ehe Higgins auf 4:3 verkürzte. Durch weitere höhere Breaks verhinderte Taylor den Ausgleich und ging mit 8:3 in Führung, ehe Higgins einen weiteren Frame gewann. Durch ein 96er-Break ging der folgenden Frame erneut an Taylor, bevor Higgins den alten Abstand wiederherstelle. Doch mit einem 83er-Break gewann Taylor den 15. Frame der Partie mit 101:8 und gewann somit sowohl Match als auch Turnier.
Für Taylor war es der vierte Sieg bei diesem Turnier. Während sein erneuter Gegner Higgins bereits zwei Weltmeisterschaften (1972 und 1982) gewonnen hatte, gewann Taylor die wenige Wochen nach diesem Endspiel stattfindende Snookerweltmeisterschaft 1985.
| Finale: Best of 19 Frames Ulster Hall, Belfast, Nordirland, 11. April 1985                                                                       |                |              |
| Dennis Taylor | 10:5           | Alex Higgins |
| 66:34, 97:18 (78), 50:65, 80:30 (51), 106:1 (106) 54:73, 42:73, 98:14 (67), 111:14 (79), 102:11, 61:49, 35:80 (60), 96:10 (96), 7:76, 101:8 (83) |                |              |
| 106 | Höchstes Break | 60           |
| 1 | Century-Breaks | –            |
| 7 | 50+-Breaks     | 1            |

## Century Breaks
Während des Turnieres spielten drei Spieler jeweils ein Century Break.
- Alex Higgins: 136
- Dennis Taylor: 106
- Eugene Hughes: 105